# Listă de scriitori de limbă germană/R
| Vezi: Ra Re - Rem Ren - Rez Rh - Ri Ro - Rom Ron - Roz Ru - Ry |

## Ra
- Gerhard Raab (1898–1950)
- Thomas Raab (n. 1968)
- Wilhelm Raabe (1831–1910)
- Jürgen Raap (n. 1952)
- Rabanus Maurus (ca. 780–856), alternativ Rhabanus sau Hrabanus
- Gottlieb Wilhelm Rabener (1714–1771)
- Doron Rabinovici (n. 1961)
- Birgit Rabisch (n. 1953)
- Udo Rabsch (n. 1944)
- Joachim Rachel (1618–1669)
- Utz Rachowski (n. 1954)
- Thomas Rackwitz (n. 1981)
- Helene von Racowitza (1845–1891)
- Fritz J. Raddatz (n. 1931)
- Sigismund von Radecki (1891–1970)
- Hanna Rademacher
- Franziska Rademaker (1878–1961)
- Frank Radzicki (n. 1964)
- Gustav Räder (1810–1868)
- Karl Räder (1870–1967)
- Kuno Raeber (1922–1992)
- Ferdinand von Raesfeld (1855–1929)
- Gernot Ragger (n. 1959)
- Ferdinand Raimund (1790–1836)
- Hans Raimund (n. 1945)
- Erwin H. Rainalter (1892–1960)
- Werner Raith (1940–2001)
- Hans Raithel (1864–1939)
- Dragica Rajcić (n. 1959)
- Egon H. Rakette (1909–1991)
- Ilma Rakusa (n. 1946)
- Johann Jakob Rambach (1693–1735)
- Karl Wilhelm Ramler (1725–1798)
- Rudolf Ramlow (1908–?)
- Tilman Rammstedt (n. 1975)
- Markus Ramseier (n. 1955)
- Hermann von Randow (1847–1911)
- Josef Rank (1816–1896)
- Christoph Ransmayr (n. 1954)
- Heinrich Christian Graf zu Rantzau (n. 1922)
- Moriz Rapp (1803–1883)
- Klaus M. Rarisch (n. 1936)
- Carlos Rasch (n. 1932)
- Friedrich Rasche (1900–1965)
- Martin Raschke (1905–1943)
- Renate Rasp (n. 1935)
- Rudolf Erich Raspe (1736−1794)
- Lutz Rathenow (n. 1952)
- Wolfgang Ratke (1571–1635)
- Clara Ratzka (1871–1928)
- Hildegard Maria Rauchfuß (1918–2000)
- Liselotte Rauner (1920–2005)
- Ernst Raupach (1784–1852)
- Roman Rausch (n. 1961)
- Mathilde Raven (1817–1902)

## Re - Rem
- Annette Reber (1964–2008)
- Paul Rebhun (ca. 1505–1546)
- Georg Friedrich Rebmann (1768–1824)
- Käthe Recheis (n. 1928)
- Elisabeth von der Recke (1756–1833)
- Friedrich Reck-Malleczewen (1884–1945)
- Heinrich Reder (1824–1909)
- Hedwig von Redern (1866–1935)
- Josef Reding (n. 1929)
- Oskar von Redwitz (1823–1891)
- René Regenass (n. 1935)
- Sven Regener (n. 1961)
- Erik Reger (1893–1954)
- Gustav Regler (1898–1963)
- Karl Christian Reh (1888–1926)
- Arthur Rehbein (1867–1952)
- Franz Rehbein (1867–1909)
- Hans Rehberg (1901–1963)
- Hans José Rehfisch (1891–1960)
- Philipp Joseph Rehfues (1779–1843)
- Ruth Rehmann (n. 1922)
- Jens Rehn, de fapt Otto J. Luther (1918–1983)
- Hermann Reich (1868–1934)
- Elisabeth Reichart (n. 1953)
- Joseph Reichl (1860–1924)
- Georg Reicke (1863–1923)
- Ilse Reicke (1893–1989)
- Benno Reifenberg (1892–1970)
- Andreas Reimann (n. 1946)
- Brigitte Reimann (1933–1973)
- Hans Reimann (1889–1969)
- Sebastian Reimann (n. 1976)
- Johannes Reimer (n. 1955)
- Uwe Reimer (1948–2004)
- Jacob Friedrich Reimmann (1668–1743)
- Reimmichl, de fapt Sebastian Rieger (1867–1953)
- Heinz Rein (1906–1991)
- Eduard Reinacher (1892–1968)
- Gudrun Reinboth (n. 1943)
- Bertram  Reinecke (n. 1974)
- Herbert Reinecker (1914–2007)
- Lenka Reinerová (1916–2008)
- Arno Reinfrank (1934–2001)
- Annemarie Reinhard (1921–1976)
- Sophie Reinheimer (1874–1935)
- Herbert Reinhold (1904–?)
- Robert Reinick (1805–1852)
- Christa Reinig (1926–2008)
- Leonhard Reinirkens (1924–2008)
- Reinmar (von Hagenau) (ca. 1160/70–înainte de 1210)
- Reinmar von Zweter (ca. 1225–ca. 1250)
- Werner Reinowski (1908–1987)
- Gerlind Reinshagen (n. 1926)
- Hans Reiser (1888–1946)
- Hans Reisiger (1884–1968)
- Larissa Reissner (1895–1926)
- Arno Reißenweber (1904–?)
- Käte Reiter (1927)
- Leopold Reitz (1889–1972)
- Franziska von Reitzenstein (1834–1896)
- Ludwig Rellstab (1799–1860)
- Erich Maria Remarque, de fapt Erich Paul Remark (1898–1970)
- Paul Remer (1867–1943)
- Nicolas Remin (n. 1948)

## Ren - Rez
- Georg Rendl (1903–1972)
- Lothar Rendulic (1897–1971)
- Werner Renfer (1898–1936)
- Anton Renk (1871–1906)
- Gustav Renker (1889–1967)
- Ludwig Renn, de fapt Arnold Vieth von Golßenau (1889–1979)
- Jürgen Rennert (n. 1943)
- Nicole Rensmann (n. 1970)
- Gerhard Rentzsch (1926–2003)
- Peter Renz (n. 1946)
- Ulrich Renz (n. 1960)
- Karin Reschke (n. 1940)
- Sir John Retcliffe, de fapt Hermann Goedsche (1815–1878)
- Simon Rettenpacher (1634–1706)
- Wugg Retzer (1905–1984)
- Theo Reubel-Ciani (1921–2005)
- Johannes Reuchlin (1455–1522)
- Max Reuschle (1890–1947)
- Otto Reuther (1890-1973)
- Christian Reuter (1665–1712)
- Fritz Reuter (1810–1874)
- Gabriele Reuter (1859–1941)
- Franziska (de fapt Fanny) Gräfin zu Reventlow (1871–1918)
- Felix Rexhausen (1932–1992)
- Hans Reyhing (1882–1961)
- Felicitas von Reznicek (1904–1997)
- Gregor von Rezzori (1914–1998)

## Rh - Ri
- Franziska Rheinberger (1831–1892)
- Walter Rheiner, de fapt W. Heinrich Schnorrenberg (1895–1925)
- Emmy von Rhoden, de fapt Emmy Friedrich (1839–1885)
- Max Riccabona (1915–1997)
- Walter E. Richartz (1927–1980)
- Urs Richle (n. 1965)
- Egon Richter (n. 1932)
- Friedrich Richter, pseudonim Friedrich Stromberg (1811–1865)
- Götz Rudolf Richter (n. 1923)
- Hans Richter (1889–1940)
- Hans Peter Richter (1926–1993)
- Hans Werner Richter (1908–1993)
- Horst-Eberhard Richter (n. 1923)
- Julius Wilhelm Otto Richter (1839-1924)
- Jutta Richter (n. 1955)
- Nikola Richter (n. 1976)
- Arthur Richter-Heimbach (1879–1947)
- Charlotte Richter-Peill (n. 1969)
- Frieda von Richthofen (1879–1956)
- Christian Rickens (n. 1971)
- Brigitte Riebe (n. 1953)
- Egon Rieble (n. 1925)
- Otto Riebicke (1889–?)
- Susanne Riedel (n. 1959)
- Hartmut Riederer (n. 1942)
- Johann Friedrich Riederer (1678–1734)
- Dominik Riedo (n. 1974)
- Werner Riegel (1925–1956)
- Berndt Rieger (n. 1962)
- Erwin Rieger (d. 1941 la Tunis)
- Franz Rieger (1923–2005)
- Jonny Rieger (1908–1985)
- Wilhelm Heinrich Riehl (1823–1897)
- Johannes Riemer (1648–1714)
- Werner Riemerschmid (1895–1967)
- Margarete Riemschneider (1899–1985)
- Ingetraud Rienau (n. 1957)
- Max Rieple (1902–1981)
- Friedrich Wilhelm Riese (1805–1879)
- Katharina Riese (n. 1946)
- Alfred Rietdorf (1912–1943)
- Hugo Rieth (1922-2006)
- Rainer Maria Rilke (1875–1926)
- Cornelia Rimpau (n. 1947)
- Martin Rinckart (1586–1649)
- Christine Rinderknecht (n. 1954)
- Max Ring (1817–1901)
- Gerhard Ringeling (1887–1951)
- Joachim Ringelnatz (1883–1934)
- Luise Rinser (1911–2002)
- Heinz Risse (1898–1989)
- Julius Rissert (1854–1915)
- Guido Rißmann-Ottow (1964)
- Johann Rist (1607–1667)
- Anna Ritter (1865–1921)
- Hermann Ritter (1864-1925)
- Paul Ritter (1887–?)
- Roman Ritter (n. 1943)
- Friedrich Emil Rittershaus (1834–1897)
- Rudolf Rittner (1869–1943)
- Thaddäus Rittner (1873–1921)
- Gregor Ritzsch (1584–1643)

## Ro - Rom
- Ludwig Robert (1778–1832)
- Robert Roberthin, pseudonim Berintho, (1600–1648)
- Aileen P. Roberts (n. 1975)
- Wilhelm Rocco (1819–1897)
- Charlotte Roche (1978)
- Johann Friedrich Rochlitz (1769–1842)
- Leopold Wolfgang Rochowanski (1885–1961)
- Zé do Rock (n. 1956)
- Susanne Röckel (n. 1953)
- Harald Rockstuhl (n. 1957)
- Werner Rockstuhl (n. 1935)
- Alexander Roda Roda, de fapt Sandór Friedrich Rosenfeld (1872–1945)
- Walther Rode (1876–1934)
- Julius Rodenberg, de fapt Levy (1831–1914)
- Belinda Rodik (n. 1969)
- Fred Rodrian (1926–1985)
- Friedrich Roeber (1819–1901)
- Karl Roeder (1890–1975)
- Klaus Roehler (1929-2000)
- Karl Hermann Roehricht (n. 1928)
- Georg Maria Roers (n. 1965)
- Michael Roes (n. 1960)
- Alma Rogge (1894–1969)
- Heinrich Roggendorf (1926-1988)
- Kathrin Röggla (n. 1971)
- Ludwig Rohmann (1865–1950)
- Wolfgang Rohner-Radegast (1920–2002)
- Jan Volker Röhnert (n. 1976)
- Adele Elisabeth Rohns (1868–1945)
- Max Rohrer (1887–1966)
- Tilman Röhrig (n. 1945)
- Alois Roik (1877–1924)
- Gabriel Rollenhagen (1583–după 1619?)
- Georg Rollenhagen (1542–1609)
- Otto Rombach (1904–1984)
- Manfred Römbell (n. 1941)
- Jesaias Rompler (1605–1676?)

## Ron - Roz
- Peter Roos (n. 1950)
- Otto Roquette (1824–1896)
- Felicitas Rose, de fapt Moersberger (1862–1938)
- Hans Ludwig Rosegger (1880–1928)
- Peter Rosegger, de fapt Roßegger (1843–1918)
- Peter Rosei (n. 1946)
- Wilhelm Röseler (1848–1899)
- Hans Roselieb (1884–1945)
- Hans-Joachim Rosenberger (1904–1932)
- Mauricio Rosencof (n. 1933)
- Herbert Rosendorfer (n. 1934)
- Ruth Rosenfeld (1920–1991)
- Moses Rosenkranz (1904–2003)
- Thomas Rosenlöcher (n. 1947)
- Emil Rosenow (1871–1904)
- Hans Rosenplüt, de fapt Hans Schneperer (ca. 1400–1470)
- Jo Hanns Rösler (1899–1966)
- Ernst Rosmer, de fapt Elsa Bernstein (1866–1949)
- Karl Rosner (1873–1951)
- Arne Roß (n. 1966)
- Arthur Rößler (1877–1955)
- Christine Rospert
- Eva Rossmann (n. 1962)
- Hendrik Rost (n. 1969)
- Johann Leonhard Rost (1688–1727)
- Elfriede Rotermund (1884-1966)
- Eugen Roth (1895–1976)
- Friedrich Roth (1897–1970)
- Friederike Roth (n. 1948)
- Gerhard Roth (1942)
- Joseph Roth (1894–1939)
- Patrick Roth (n. 1953)
- Richard Roth (1835–1915)
- Stephan Ludwig Roth (1796–1849)
- Susi Roth (1904–1980)
- Walter Rothbarth (1886–1935)
- Johannes Rothe (ca. 1360–1434)
- Johann Andreas Rothe (1688–1758)
- Thomas Rother (1937)
- Ralf Rothmann (n. 1953)
- Toni Rothmund (1877–1956)
- Linde Rotta (n. 1937)
- Andreas Josef Rottendorf (1897-1971)
- Albert Rotter (1904–1990)
- Karl Röttger (1877–1942)
- Peter Joseph Rottmann (1799–1881)
- Richard Rötzer (n. 1952)

## Ru - Ry
- Maria Veronika Rubatscher (1900–1987)
- Ludwig Rubiner (1881–1920)
- Günter Ruch (n. 1956)
- Gina Ruck-Pauquèt (n. 1931)
- Erika Ruckdäschel (n. 1939)
- Günther Rücker (1924–2008)
- Friedrich Rückert (1788–1866)
- Rudolf von Ems (ca. 1200–1252/54)
- Rudolf von Fenis (?–înainte de 1196)
- Axel Rudolph (1893–1944)
- Christin-Désirée Rudolph (n. 1966)
- Karoline Rudolphi (1754–1811)
- Reginald Rudorf (1929–2008)
- Josef Ruederer (1861–1915)
- Wolfgang Ruehl (n. 1958)
- Martin Ruf (n. 1960)
- Sonja Ruf (n. 1967)
- Doris Ruge (n. 1946)
- Eugen Ruge (n. 1954)
- Ludwig Rühle (1895–1967)
- Gerhard Rühm (n. 1930)
- Peter Rühmkorf (1929–2008)
- Gerhard Ruiss (n. 1951)
- Heinrich Ruland (1882–1943)
- Walter von Rummel (1873–1953)
- Johannes Rump, pseudonim Nathanael Jünger (1871–?)
- Manfred Rumpl (n. 1960)
- Doris Runge (n. 1943)
- Erika Runge (n. 1939)
- Manuela Runge (n. 1959)
- Heinrich Ruppel (1886–1974)
- Otto Ruppius (1819–1864)
- Uwe Ruprecht (n. 1958)
- Georg Ruseler (1866–1920)
- Else Rüthel-Schaber (1899–1938)
- Heinrich Rüthlein (1886–1949)
- Michael Rutschky (n. 1943)
- Benno Rüttenauer (1855–1940)
- Irene Ruttmann (n. 1933)
- Georg Rüxner (ca. 1530)
- Max Rychner (1897–1965)